# Трамп-Бэрри, Мэриэнн
Мэриэ́нн Трамп-Бэрри (англ. Maryanne Trump Barry; 5 апреля 1937, Куинс, Нью-Йорк — 13 ноября 2023, Нью-Йорк, Нью-Йорк) — американский адвокат и федеральный судья. В 1983 году была назначена в Окружной суд США по округу Нью-Джерси президентом Рональдом Рейганом. В 1999 году президент Билл Клинтон назначил её членом Апелляционного суда третьего округа США.
В июне 2011 года заняла высокий пост в качестве старшего судьи. В феврале 2019 года подала в отставку. Являлась старшей сестрой 45-го и 47-го президента США Дональда Трампа.

## Ранние годы
Мэриэнн родилась 5 апреля 1937 года в Куинсе, штат Нью-Йорк, в семье девелопера Фреда Трампа и Мэри Энн Маклауд. Она училась в школе Кью-Форест:243. Впоследствии с отличием окончила колледж Маунт-Голиок со степенью бакалавра искусств:244. В 1962 году получила степень магистра искусств в области публичного права и государственного управления в Колумбийском университете. Позже она училась в юридической школе Университета Хофстра, получив степень доктора юриспруденции в 1974 году.

## Карьера

### Прокуратура США
В 1974 году Мэриэнн стала помощником прокурора Соединённых Штатов. Она была одной из двух женщин при шестидесяти двух адвокатах в офисе прокурора по округу Нью-Джерси. С 1974 по 1975 год Мэриэнн работала в гражданском отделе, а с 1976 по 1982 год в апелляционном отделе. С 1981 по 1982 год она занимала должность исполнительного ассистента прокурора Соединённых Штатов. С 1981 по 1983 год Мэриэнн являлась первым помощником прокурора.

### Окружной суд США
14 сентября 1983 года Мэриэнн была выдвинута президентом Рональдом Рейганом на должность судьи в Окружном суде по округу Нью-Джерси после ухода Генри Кёртиса Менора. 6 октября 1983 года её кандидатура была одобрена Сенатом.
В 1999 году она была повышена до члена Апелляционного суда третьего округа США.
Мэриэнн была достаточно суровым судьёй. В 1989 году, будучи судьёй Окружного суда в Ньюарке, штат Нью-Джерси, она вынесла приговор двум детективам, обвиняемым в защите наркоторговца. Детективы были осуждены и получили тюремные сроки. Она также председательствовала при вынесении приговора гангстеру преступной семьи Дженовезе Луису Манне, обвиняемому в заговоре с целью убийства Джона Готти.

### Апелляционный суд США
17 июня 1999 года Мэриэнн была выдвинута кандидатом в члены Апелляционного суда третьего округа США президентом Биллом Клинтоном. Она заменила Ли Сарокина, ушедшего в отставку в 1996 году.
13 сентября 1999 года Сенат единогласно утвердил Мэриэнн на должность. 22 сентября она приступила к выполнению своих обязанностей.
В январе 2006 года Мэриэнн поддержала назначение члена Апелляционного суда третьего округа Сэмюэля Алито в Верховный суд.
В 2006 году Мэриэнн подвергла критике поведение судьи Иммиграционного суда США в деле, связанном с беженцем из Гамбии. Заявитель был племянником бывшего президента Гамбии Дауды Джавары, который был свергнут в результате государственного переворота в 1994 году. Новые власти заключили в тюрьму и убили нескольких родственников Абу Чама. Мэриэнн вынесла решение в пользу Чама, раскритиковав допрос судьи Дональда Ферлиза и назвав его издевательским и оскорбительным по отношению к Чаму, который был эмоционально «подавлен». Мэриэнн писала, что в обращении Ферлиза с Чамом не было «ни капли вежливости, уважения или какой-либо претензии на справедливость», что привело Ферлиста к выводу, что показания Чама не заслуживают доверия. Мэриэнн заявила, что решение Иммиграционного суда нанесло «серьёзную рану» американскому правосудию. Судья Ферлиз был освобождён от своих обязанностей вскоре после принятия решения.
30 июня 2011 года Мэриэнн была повышена до старшего судьи.
11 февраля 2019 года она ушла в отставку.
Умерла 13 ноября 2023 года.

## Личная жизнь
Первым мужем Мэриэнн был Дэвид Десмонд. Пара развелась в 1980 году. От этого брака у неё был сын Дэвид Уильям Десмонд, который работает психологом в Нью-Йорке. В 1982 году она вышла замуж за адвоката из Нью-Джерси Джона Джозефа Бэрри. Они поженились за 18 лет до его смерти 9 апреля 2000 года.
В 2016 году Мэриэнн пожертвовала 4 миллиона долларов Фэрфилдскому университету.
Умерла 13 ноября 2023 года, в возрасте 86 лет в своём доме в Верхнем Ист-Сайде Манхэттена. Она находилась на лечении в хосписе из-за рака.

### Критика Дональда Трампа
Мэриэнн почти ничего не говорила публично о своём брате во время его президентства. В августе 2020 года её племянница Мэри Лия Трамп заявила, что она тайно записала 15 часов бесед с Мэриэнн за период 2018 и 2019 годов. На этих аудиозаписях старшая сестра Трампа подвергла его резкой критике. Мэри Лия опубликовала ряд стенограмм и аудиозаписей разговоров, включая контент, который ранее не появлялся в её книге «Слишком много и никогда не достаточно: как моя семья создала самого опасного человека в мире», опубликованной в июле 2020 года.
На записях Мэриэнн говорит о своём брате: «Его чёртовы твиты и враньё, Боже мой! Я говорю слишком откровенно, но вы знаете, его постоянное изменение позиции, плохая подготовка и враньё. Чёрт побери! Он апеллирует к базовым понятиям, но что они делают с этими несчастными детьми на границе».